# 新習志野車站

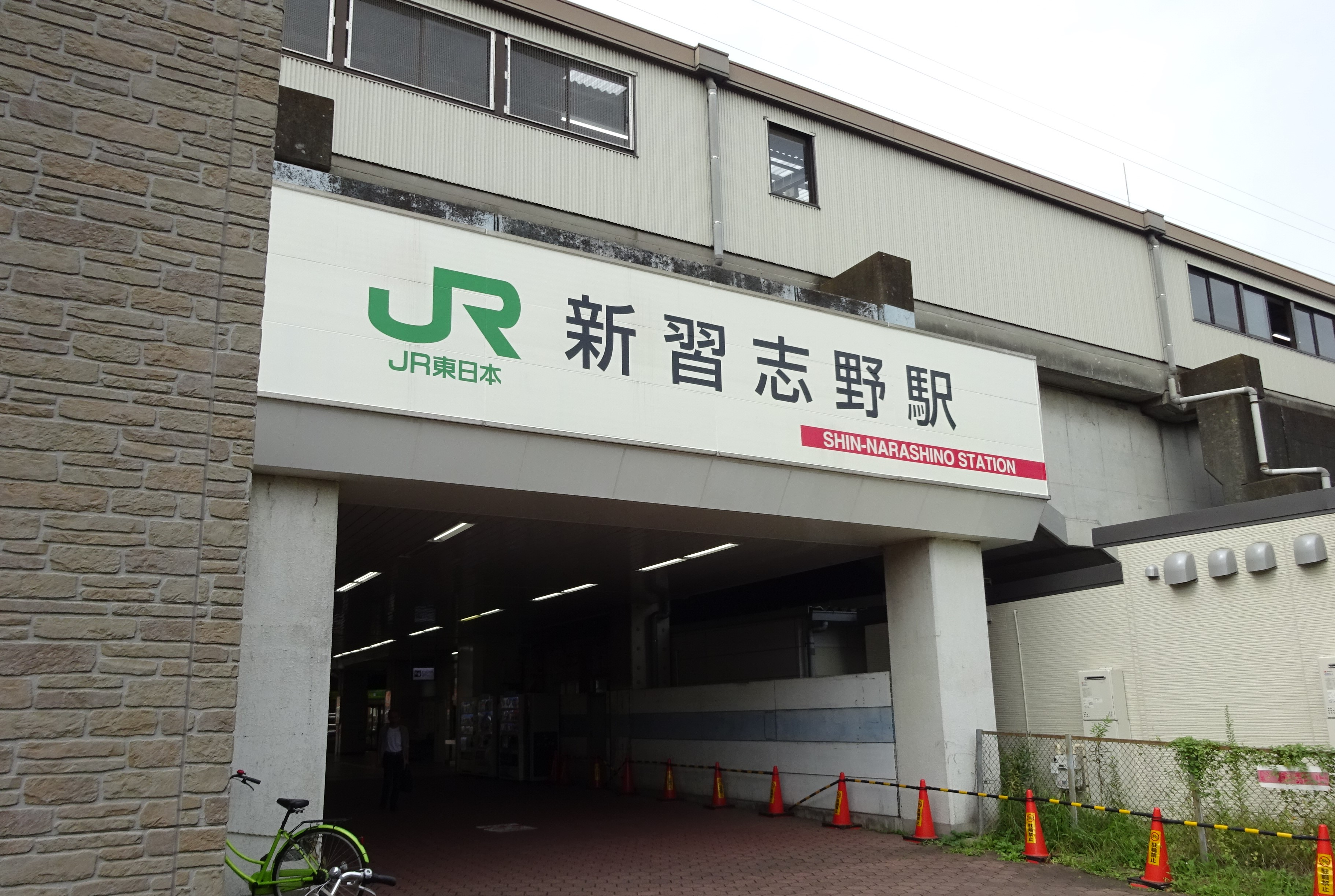
北口（2017年9月）

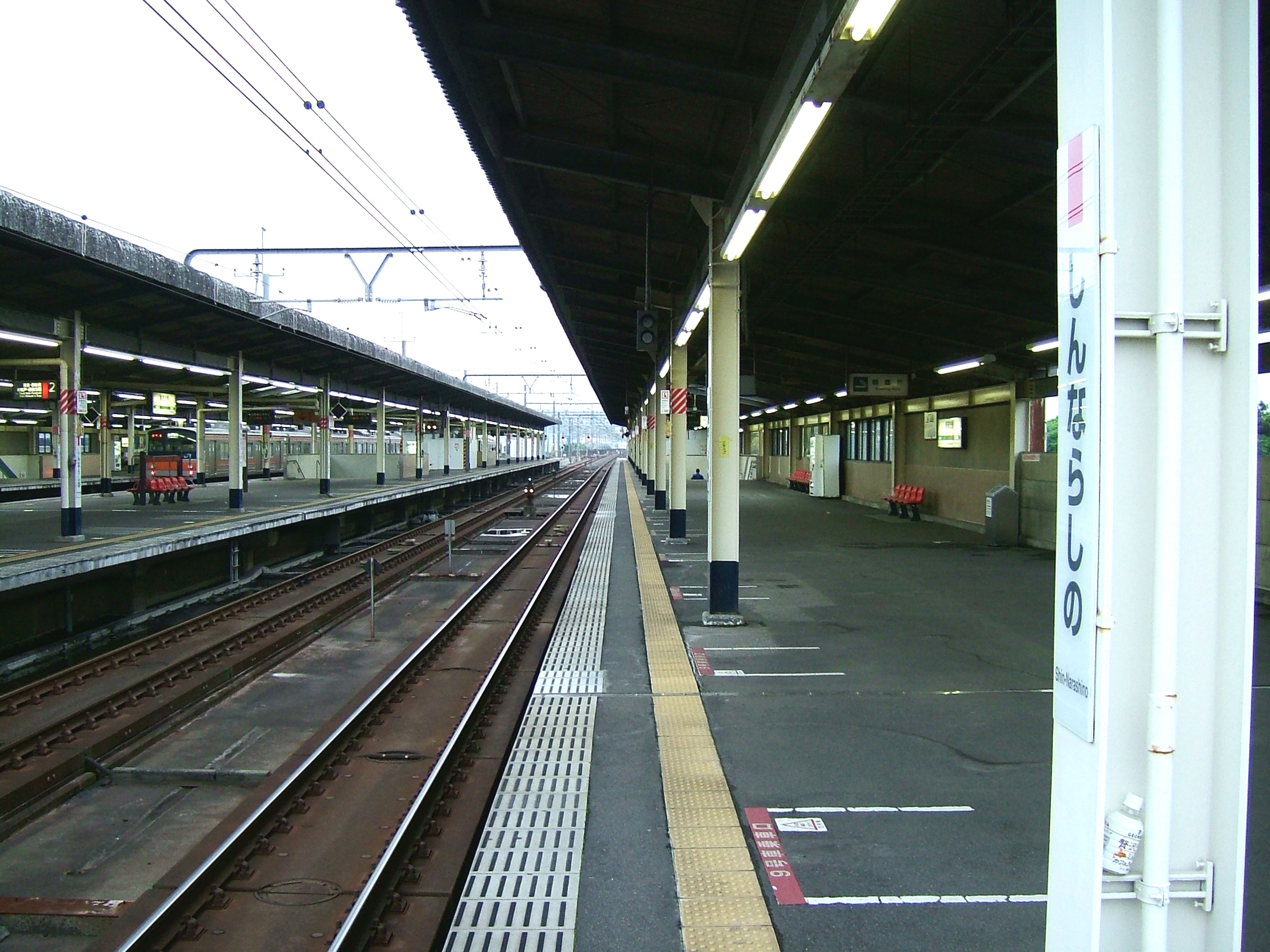
新習志野車站的1號線月台。照片左側可以見到位在島式月台上的2、3號線。

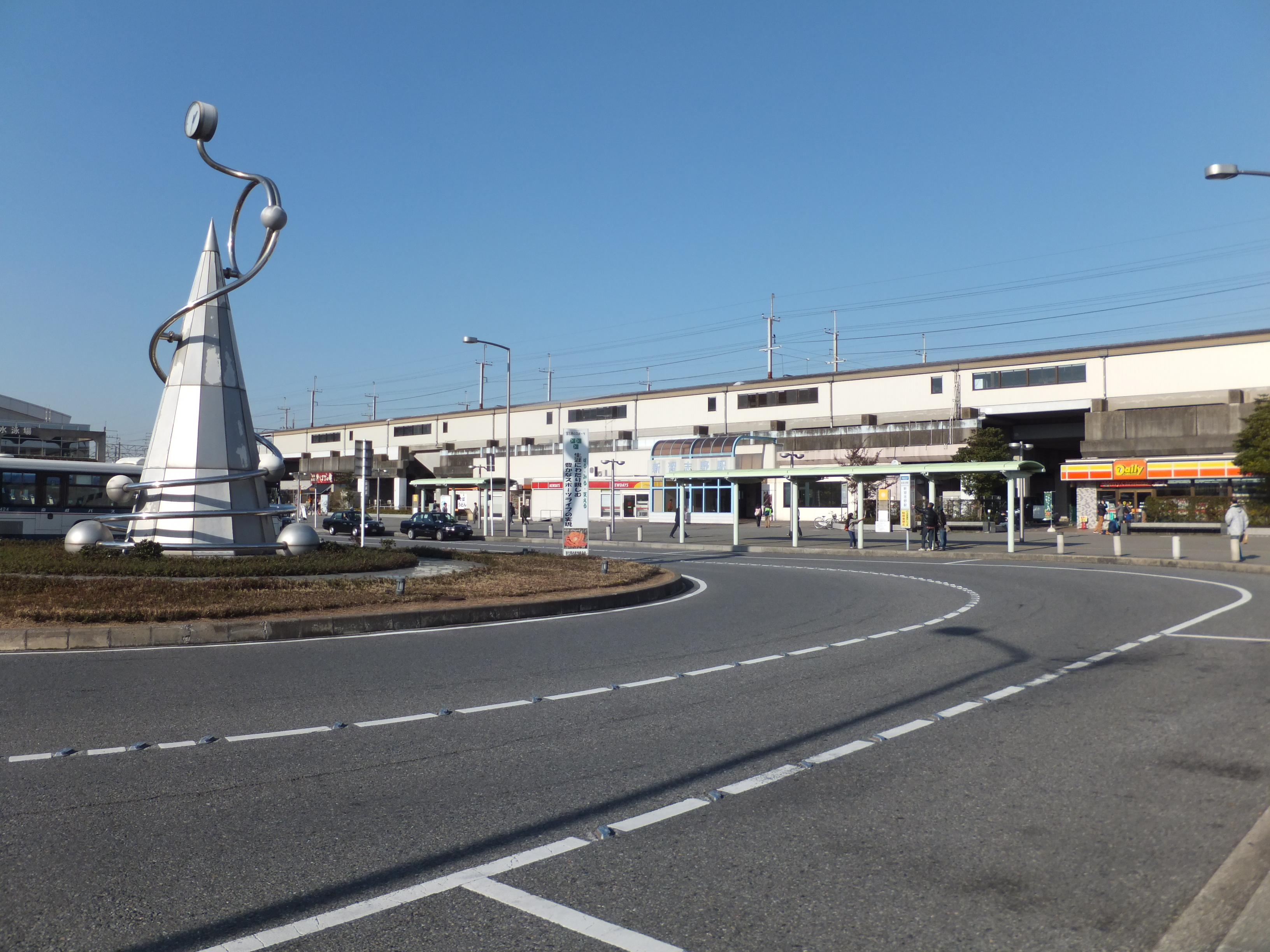
站前圓環。

新習志野車站（日语：／ Shin-narashino eki */?）是位於日本千葉縣習志野市茜濱二丁目，屬於東日本旅客鐵道（JR東日本）京葉線的鐵路車站。車站編號是JE 12。
除了京葉線的列車外，途經西船橋站直通武藏野線的列車亦有停靠。

## 結構
新習志野車站內設有一座1面2線的島式月台與兩座1面1線的側式月台，總共是3面4線的配置，在日本全國的高架車站之中此種月台配置方式是非常特殊的例子。
在4條路線中靠外側的1號與4號線是真正的本線，而內側的2號與3號線則是副本線，主要是用於連結位在本站與隔鄰的濱海幕張車站之間的鐵路機廠——京葉車輛中心（京葉車両センター）。
新習志野主要是停靠一般的京葉線普通列車，但在尖峰時間會有武藏野線上的直通運行列車自西船橋車站進入京葉線，駛抵海濱幕張之後才折返，因此途中會停靠本站。除此之外，自大宮發車的普通列車「下總號」（しもうさ号）也同樣會在往返濱海幕張的途中停靠本站。

### 月台配置
| 月台    | 路線     | 方向 | 目的地                 | 備註                               |
| ------- | -------- | ---- | ---------------------- | ---------------------------------- |
| 1、2    | 京葉線   | 下行 | 海濱幕張、蘇我方向     | 2號月台為待避、始發                |
| 2、3、4 | 京葉線   | 上行 | 舞濱、新木場、東京方向 | 2號月台部分始發、3號月台待避、始發 |
| 2、3、4 | 武藏野線 | -    | 西船橋、新松戶方向     | 經海濱幕張直通4號月台              |

（來源：JR東日本:車站構內圖 （页面存档备份，存于））
雖然本站的站名是以「新」字起頭，在日本的車站命名慣例中帶有「新」字通常都是因為相同地區之內已經存在有一個同名舊站的緣故，但習志野市內並沒有任何命名為「習志野」的車站存在。之所以將本站命名為新習志野，是因為其正好位處習志野市的新都心地區之故。
2005年播映的富士電視台連續劇《一公升的眼淚》（1リットルの涙）曾以本站作為外景拍攝地點。

### 配置圖
| ← 西船橋、新松戶、 新木場、東京 方向 | JR東日本 新習志野站 鐵道配線略圖 | → 海濱幕張、蘇我 方向 |
| 图例 参考文献： * 以下を参考に作成。 ** 青木義雄、「図－5 京葉線配線略図」、『鉄道ピクトリアル』、電気車研究会、 第52巻8号 通巻第720号 2002年8月号「特集 JR武蔵野線・京葉線の輸送と運転」、44頁。 ** 祖田圭介、「図73 新習志野駅の配線略図」、交友社、『鉄道ファン』 「特集 短絡線ミステリー8 － 首都圏・関西圏JR通勤電車の車両基地」、 第46巻1号（通巻第537号） 2006年1月号、57頁。 |                                  |                       |

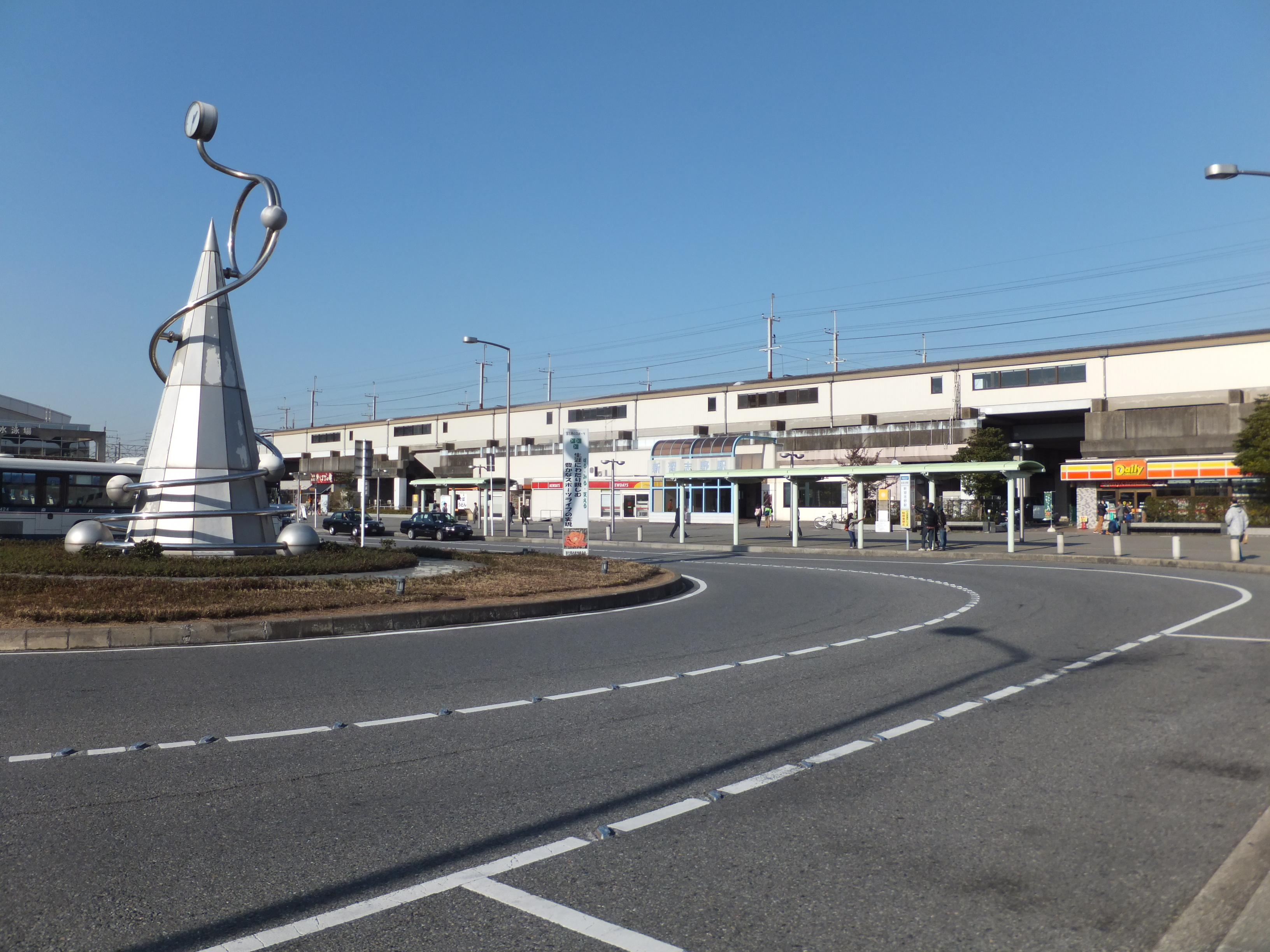
站前圓環（2013年12月）
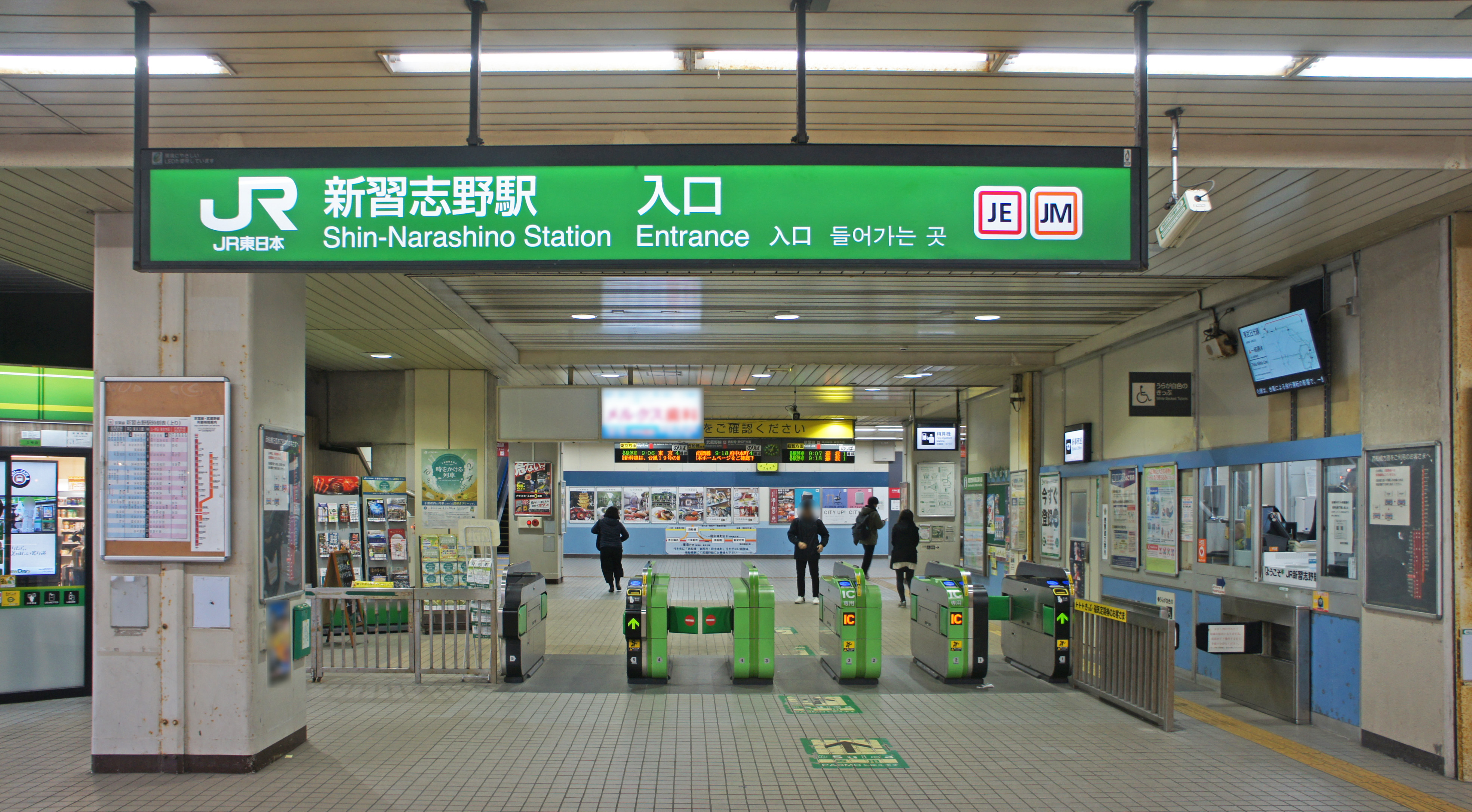
閘口（2019年12月）
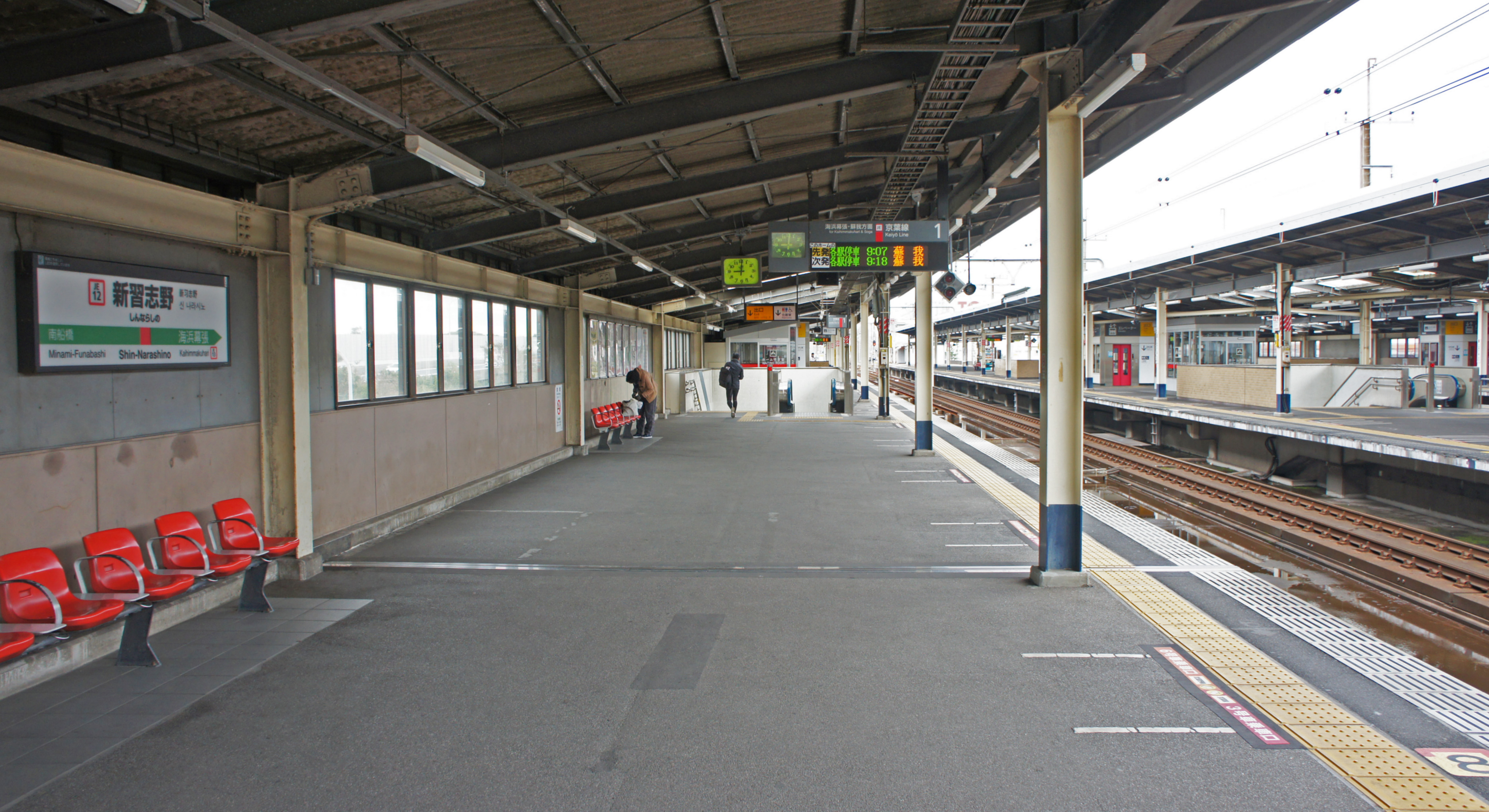
1號月台（2019年12月）
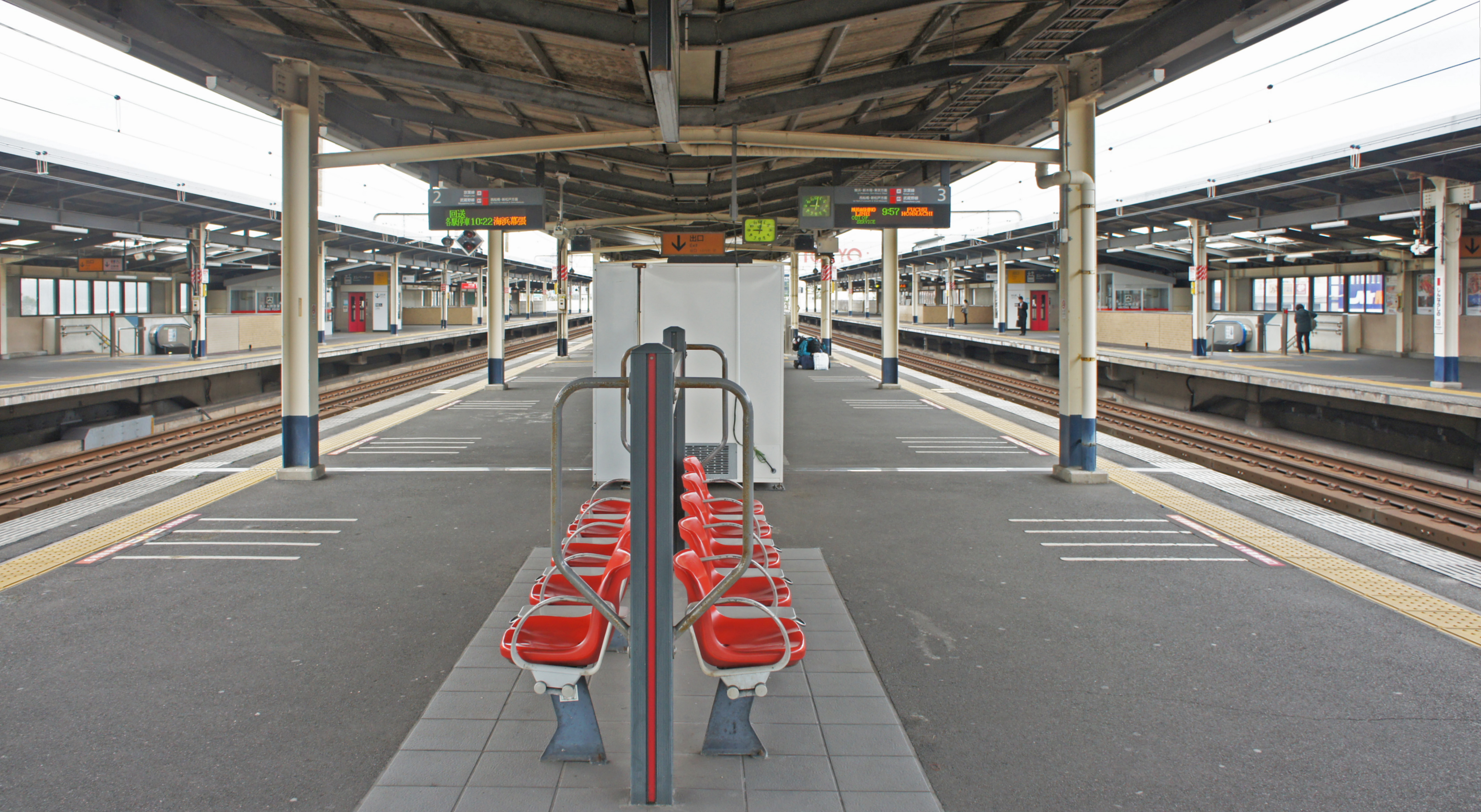
2、3號月台（2019年12月）
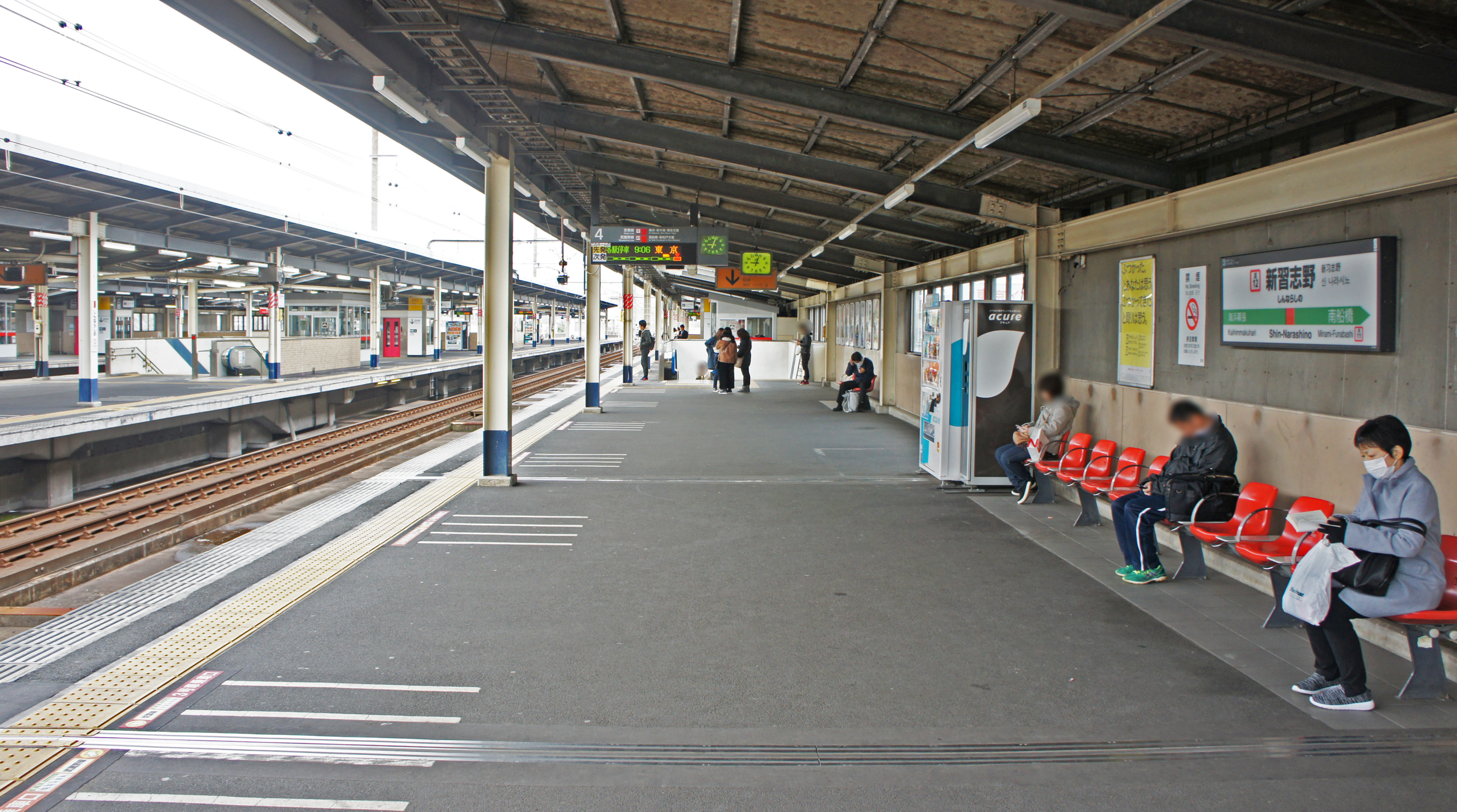
4號月台（2019年12月）

## 使用情況
2019年（令和元年）度的1日平均上車人次為13,295人。此站是快速通過站當中數值最高的。
根據JR東日本與千葉縣統計年鑑，1日的平均上車人次的推移如下表。
| 年度               | 1日平均 上車人次 | 來源     |
| ------------------ | ---------------- | -------- |
| 1985年（昭和60年） | 1,829            | [ * 1 ]  |
| 1986年（昭和61年） | 3,081            | [ * 2 ]  |
| 1987年（昭和62年） | 4,020            | [ * 3 ]  |
| 1988年（昭和63年） | 5,294            | [ * 4 ]  |
| 1989年（平成元年） | 5,468            | [ * 5 ]  |
| 1990年（平成02年） | 7,414            | [ * 6 ]  |
| 1991年（平成03年） | 8,296            | [ * 7 ]  |
| 1992年（平成04年） | 8,876            | [ * 8 ]  |
| 1993年（平成05年） | 9,204            | [ * 9 ]  |
| 1994年（平成06年） | 9,262            | [ * 10 ] |
| 1995年（平成07年） | 9,660            | [ * 11 ] |
| 1996年（平成08年） | 9,580            | [ * 12 ] |
| 1997年（平成09年） | 9,536            | [ * 13 ] |
| 1998年（平成10年） | 9,444            | [ * 14 ] |
| 1999年（平成11年） | 9,284            | [ * 15 ] |
| 2000年（平成12年） | 9,912            | [ * 16 ] |
| 2001年（平成13年） | 10,463           | [ * 17 ] |
| 2002年（平成14年） | 10,493           | [ * 18 ] |
| 2003年（平成15年） | 10,835           | [ * 19 ] |
| 2004年（平成16年） | 10,877           | [ * 20 ] |
| 2005年（平成17年） | 11,380           | [ * 21 ] |
| 2006年（平成18年） | 12,074           | [ * 22 ] |
| 2007年（平成19年） | 12,712           | [ * 23 ] |
| 2008年（平成20年） | 12,684           | [ * 24 ] |
| 2009年（平成21年） | 12,791           | [ * 25 ] |
| 2010年（平成22年） | 12,678           | [ * 26 ] |
| 2011年（平成23年） | 12,532           | [ * 27 ] |
| 2012年（平成24年） | 12,890           | [ * 28 ] |
| 2013年（平成25年） | 13,259           | [ * 29 ] |
| 2014年（平成26年） | 13,185           | [ * 30 ] |
| 2015年（平成27年） | 13,525           | [ * 31 ] |
| 2016年（平成28年） | 13,525           | [ * 32 ] |
| 2017年（平成29年） | 13,658           | [ * 33 ] |
| 2018年（平成30年） | 13,561           |          |
| 2019年（令和元年） | 13,295           |          |

備考
1. ↑  1986年3月3日開業。開業日から同年3月31日までの計29日間を集計したデータ。

## 周邊
在新習志野車站鄰近路段京葉線的高架路軌是與國道357號（灣岸道路）、首都高速灣岸線與東關東自動車道等幾條主要道路交通動線緊貼並行，將鄰近地區切割成東北與西南兩個不同用途的區塊。其中靠車站北面與東面、隔著高速公路相望的主要是住宅地帶，而西南側因為靠近東京灣沿岸的千葉港，因此密佈許多大型倉儲設施與工廠。
在新習志野車站附近也分佈了不少運動相關的設施，包括正北側的高速公路高架橋旁可以見到設有足球場與棒球場的秋津綜合運動公園（秋津総合運動公園），車站西南側的正面、站前圓環旁可以見到設有標準游泳水道、曾經舉辦過日本全國大賽的千葉縣國際綜合游泳場（千葉県国際総合水泳場）。另外，在綜合游泳場的更西南側則是江戶川競艇場的關係設施、可進行遠端觀賽與投注的競艇場外發售場「習志野競艇碼頭」（ボートピア習志野）。
在新習志野車站正南側約500公尺距離處可以見到千葉工業大學的芝園校舍區。

## 歷史
- 1986年3月3日：開業。
- 1987年4月1日：伴隨國鐵分割民營化，由JR東日本繼承。
- 2001年11月18日：IC卡Suica使用開始。
- 2007年3月15日：導入發車音樂。
- 2016年3月9日：綠窗口結束營業。

## 相鄰車站
東日本旅客鐵道
 京葉線
■通勤快速、■快速
通過
■各站停車（包括直通武藏野線）、■下總號
南船橋（JE 11）－新習志野（JE 12）－ 幕张丰砂（JE 13）

### 使用情況
1. ↑  千葉県統計年鑑 （页面存档备份，存于） - 千葉県
2. ↑  習志野市統計書 （页面存档备份，存于） - 習志野市

JR東日本2000年度以後上車人次
1. ↑  各駅の乗車人員（2000年度） （页面存档备份，存于） - JR東日本
2. ↑  各駅の乗車人員（2001年度） （页面存档备份，存于） - JR東日本
3. ↑  各駅の乗車人員（2002年度） （页面存档备份，存于） - JR東日本
4. ↑  各駅の乗車人員（2003年度） （页面存档备份，存于） - JR東日本
5. ↑  各駅の乗車人員（2004年度） （页面存档备份，存于） - JR東日本
6. ↑  各駅の乗車人員（2005年度） （页面存档备份，存于） - JR東日本
7. ↑  各駅の乗車人員（2006年度） （页面存档备份，存于） - JR東日本
8. ↑  各駅の乗車人員（2007年度） （页面存档备份，存于） - JR東日本
9. ↑  各駅の乗車人員（2008年度） （页面存档备份，存于） - JR東日本
10. ↑  各駅の乗車人員（2009年度） （页面存档备份，存于） - JR東日本
11. ↑  各駅の乗車人員（2010年度） （页面存档备份，存于） - JR東日本
12. ↑  各駅の乗車人員（2011年度） （页面存档备份，存于） - JR東日本
13. ↑  各駅の乗車人員（2012年度） （页面存档备份，存于） - JR東日本
14. ↑  各駅の乗車人員（2013年度） （页面存档备份，存于） - JR東日本
15. ↑  各駅の乗車人員（2014年度） （页面存档备份，存于） - JR東日本
16. ↑  各駅の乗車人員（2015年度） （页面存档备份，存于） - JR東日本
17. ↑  各駅の乗車人員（2016年度） （页面存档备份，存于） - JR東日本
18. ↑  各駅の乗車人員（2017年度） （页面存档备份，存于） - JR東日本
19. ↑  各駅の乗車人員（2018年度） （页面存档备份，存于） - JR東日本
20. ↑  各駅の乗車人員（2019年度） （页面存档备份，存于） - JR東日本

千葉縣統計年鑑
1. ↑  .   [2020-07-27]. （原始内容存档于2020-01-08）.
2. ↑  .   [2020-07-27]. （原始内容存档于2020-01-08）.
3. ↑  .   [2020-07-27]. （原始内容存档于2020-01-08）.
4. ↑  .   [2020-07-27]. （原始内容存档于2020-01-08）.
5. ↑  .   [2020-07-27]. （原始内容存档于2020-01-08）.
6. ↑  .   [2020-07-27]. （原始内容存档于2016-08-26）.
7. ↑  .   [2020-07-27]. （原始内容存档于2016-08-26）.
8. ↑  .   [2020-07-27]. （原始内容存档于2016-08-26）.
9. ↑  .   [2020-07-27]. （原始内容存档于2016-08-26）.
10. ↑  .   [2020-07-27]. （原始内容存档于2016-08-26）.
11. ↑  .   [2020-07-27]. （原始内容存档于2016-08-26）.
12. ↑  .   [2020-07-27]. （原始内容存档于2016-08-26）.
13. ↑  .   [2020-07-27]. （原始内容存档于2016-08-26）.
14. ↑  .   [2020-07-27]. （原始内容存档于2016-08-26）.
15. ↑  .   [2020-07-27]. （原始内容存档于2017-09-30）.
16. ↑  .   [2020-07-27]. （原始内容存档于2017-09-30）.
17. ↑  .   [2020-07-27]. （原始内容存档于2017-09-30）.
18. ↑  .   [2020-07-27]. （原始内容存档于2017-09-30）.
19. ↑  .   [2020-07-27]. （原始内容存档于2017-09-30）.
20. ↑  .   [2020-07-27]. （原始内容存档于2017-09-30）.
21. ↑  .   [2020-07-27]. （原始内容存档于2016-08-26）.
22. ↑  .   [2020-07-27]. （原始内容存档于2016-08-26）.
23. ↑  .   [2020-07-27]. （原始内容存档于2017-08-30）.
24. ↑  .   [2020-07-27]. （原始内容存档于2017-08-30）.
25. ↑  .   [2020-07-27]. （原始内容存档于2017-08-30）.
26. ↑  .   [2020-07-27]. （原始内容存档于2017-08-30）.
27. ↑  .   [2020-07-27]. （原始内容存档于2017-08-30）.
28. ↑  .   [2020-07-27]. （原始内容存档于2017-08-30）.
29. ↑  .   [2020-07-27]. （原始内容存档于2017-08-11）.
30. ↑  .   [2020-07-27]. （原始内容存档于2017-08-11）.
31. ↑  .   [2020-07-27]. （原始内容存档于2017-08-11）.
32. ↑  .   [2020-07-27]. （原始内容存档于2020-04-24）.
33. ↑  .   [2020-07-27]. （原始内容存档于2020-04-24）.

## 外部連結
- 車站資訊（新習志野）：東日本旅客鐵道（日語）

35°40′2.7″N 140°0′46.8″E / 35.667417°N 140.013000°E